# (36800) Katarinawitt
(36800) Katarinawitt ist ein Asteroid des Hauptgürtels, der am 28. September 2000 vom deutschen Amateurastronomen Jens Kandler an der Volkssternwarte Drebach (IAU-Code 113) in Drebach im Erzgebirgskreis entdeckt wurde.
Der Asteroid wurde am 21. Juli 2005 nach der Eiskunstläuferin Katarina Witt (* 1965) benannt, die für die DDR zwei Olympiasiege, vier Weltmeisterschaftstitel und sechs Europameisterschaftstitel erzielte und damit eine der erfolgreichsten Eiskunstläuferinnen der Geschichte ist.